# 终累
终累（?—?），春秋时期吴国的太子，吴王阖闾的儿子，又称太子波。
前504年四月十五己丑日，终累打败楚国的水军，俘获潘子臣、小惟子和大夫七人。楚国非常恐惧，害怕国家灭亡。终累娶齊景公女為妻。